# Нурутдінова Лілія Фоатівна
Лілія Фоатівна Нурутдінова (рос. Лилия Фоатовна Нурутдинова, тат. Лилия Фоат кызы Нуретдинова; нар. 20 вересня 1963) — радянська та російська легкоатлетка татарського походження, яка спеціалізувалася на бігу на середні дистанції.
На внутрішніх змаганнях в СРСР представляла РРФСР та місто Набережні Челни.
По завершенні кар'єри працювала тренером.

## Спортивні досягнення
Олімпійська чемпіонка з естафетного бігу 4×400 метрів (1992, виступала в забігу).
Срібна олімпійська призерка з бігу на 800 метрів (1992).
Чемпіонка світу з бігу на 800 метрів (1991).
Бронзова призерка чемпіонату Європи з бігу на 800 метрів (1990).
Срібна призерка чемпіонатів СРСР з бігу на 800 метрів (1990, 1991) та з естафетного бігу 4×400 метрів (1991).
Чемпіонка Росії з бігу на 400 та 1500 метрів (1992).

## Визнання
- Заслужений майстер спорту СРСР (1991)

## Допінг
За результатами допінг-тесту, взятого на чемпіонаті світу з легкої атлетики 1993, де фінішувала 7-ю в бігу на 800 метрів, Нурутдінова була дискваліфікована на 4 роки через виявлення в її організмі анаболічного стероїду — станозололу. Це поклало край змагальній кар'єрі спортсменки.